# ماونت آلیو (آلاباما)
ماونت آلیو (به انگلیسی: Mount Olive) شهرکی در شهرستان جفرسون ایالت آلاباما است که مساحت آن ۲۱٫۵۵ کیلومترمربع است و در سرشماری سال ۲۰۱۰ میلادی، ۳۷۱ نفر جمعیت داشته و تراکم جمعیتی آن، ۱۷٫۲۲ در کیلومترمربع بوده است.